# Rondboog

rondboog met verschillende middelpunten

Een rondboog, halfcirkelboog of volboog is een boog die een halve cirkel beschrijft.
Het middelpunt van de boog ligt in het midden op de lijn die de geboorten verbindt (A). Esthetisch bevredigt deze vorm niet, omdat het lijkt dat de boog doorzakt. Dit wordt opgelost door het middelpunt hoger (B) te leggen dan de verbindingslijn tussen de geboorten, het gevolg is dat de boog vanaf de geboorten met een verticaal gedeelte begint. Een andere oplossing is het middelpunt iets onder dan de denkbeeldige lijn tussen de geboorten (C) te leggen. Statisch is deze boog niet ideaal, omdat er kans is dat deze gaat spatten. Goed aanrazeren kan helpen om het spatten tegen te gaan.
De rondboog komt veel voor in de Romeinse en Romaanse architectuur, en architectuur die bewust teruggaat op de Romeinse, zoals die van de renaissance, het classicisme en het neoclassicisme.
Een voorbeeld van een gewelf waarin de rondboog is toegepast is een tongewelf.

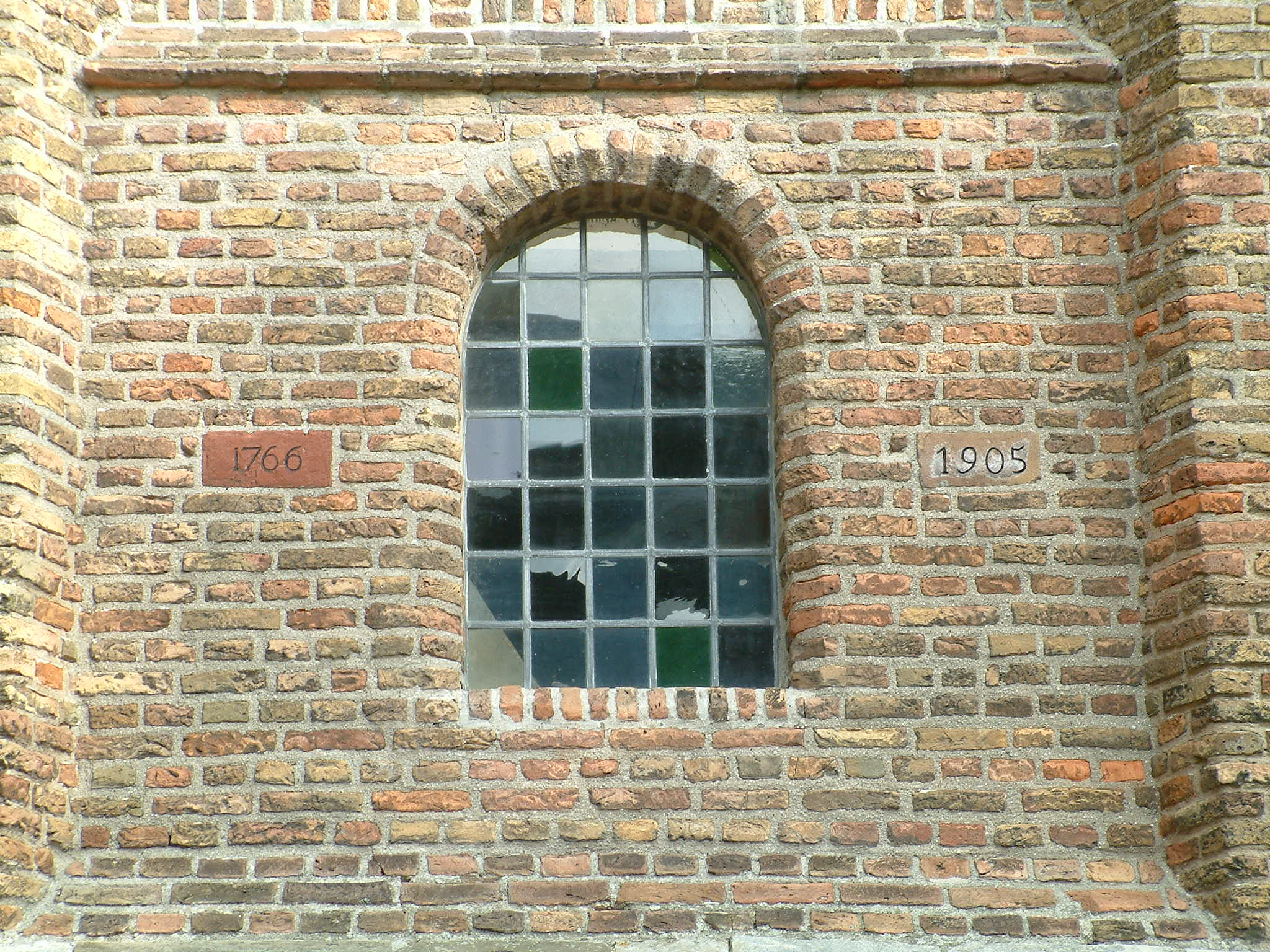
Voorbeeld van een rondboog